# Karolewo (Skoki)
Karolewo – część miasta Skoki, położona na południe od skockiej starówki, w rejonie ulicy Karolewo, przy Jeziorze Czarnym.